# Załączne
Załączne – część wsi Szemud w Polsce, położona w województwie pomorskim, w powiecie wejherowskim, w gminie Szemud.
W latach 1975–1998 Załączne administracyjnie należało do województwa gdańskiego.